# 兵庫県災害医療センター
兵庫県災害医療センター（ひょうごけんさいがいいりょうセンター）は、兵庫県神戸市中央区にある県立病院である。神戸赤十字病院に隣接しており、相互に交流している。高度救命救急センターであり、神戸赤十字病院とともに兵庫県の基幹災害拠点病院でもある。

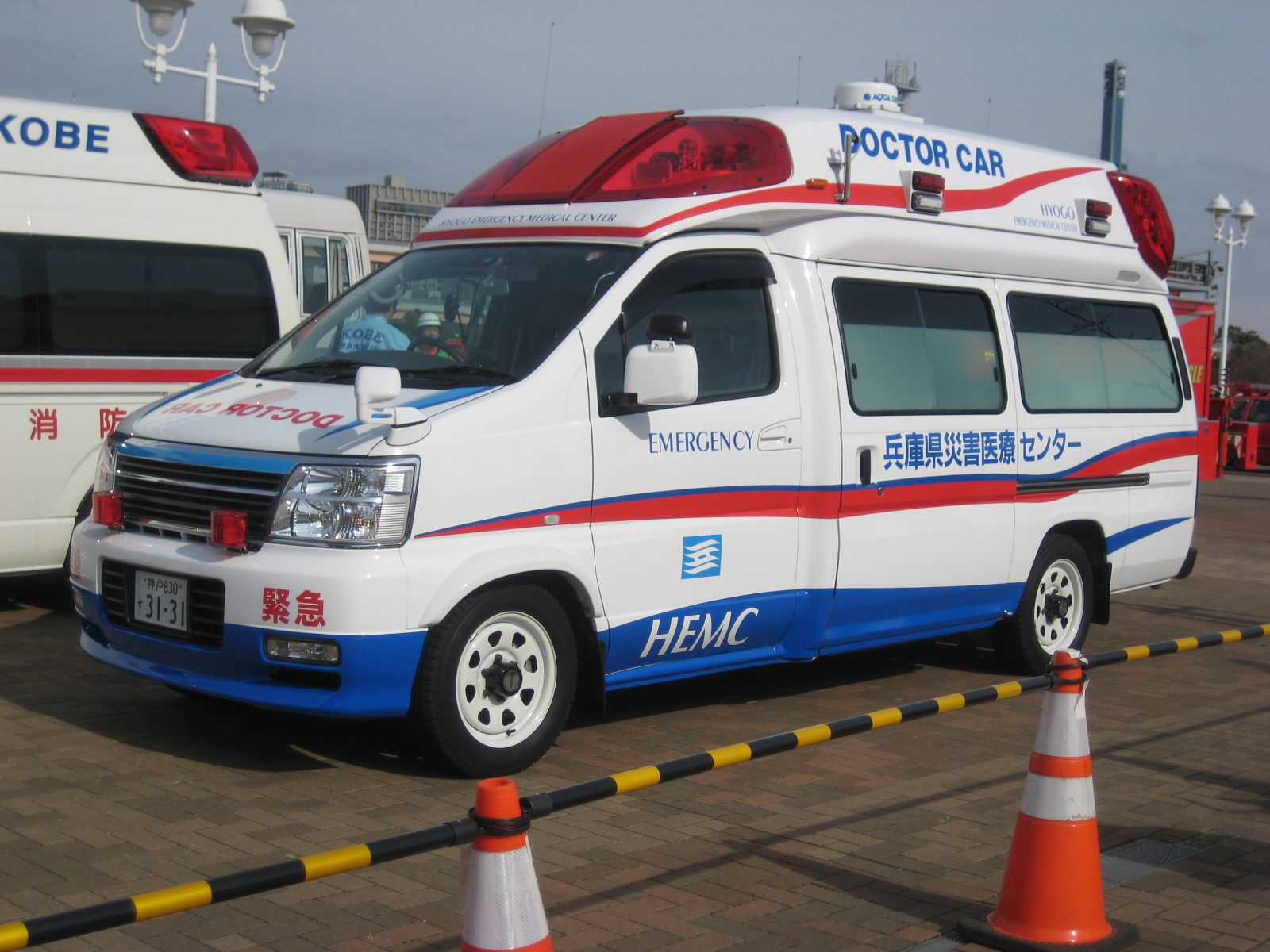
ドクターカー

## 概要
阪神・淡路大震災の教訓に基づいて、地方自治体が設立する初の災害医療センターとして2003年（平成15年）8月に開設された。施設は、大地震でも機能が損なわれないように免震構造となっている。また、ガスタービン式の自家発電装置や雨水の浄化設備を設置するなど、災害時にも医療行為ができるように整備されている。

## 沿革
- 2003年8月 - 開院。
- 2006年9月 - 日本DMAT研修を開始する。

## 診療科
- 内科
- 外科
- 整形外科
- 形成外科
- 脳神経外科
- 循環器内科
- 心臓血管外科
- 神経内科
- 放射線科
- 麻酔科
- 救急科

## 医療機関の指定等
- 保険医療機関
- 労災保険指定病院
- 高度救命救急センター
- 基幹災害拠点病院
- 救急告示病院
- 臨床研修病院指定

## 交通アクセス
- 三宮駅（三ノ宮駅）・灘駅・王子公園駅より神戸市営バス日赤病院前バス停すぐ
- 三宮駅よりタクシーで約10分
- 春日野道駅 (阪神)下車、徒歩約7分
- 春日野道駅 (阪急)下車、徒歩約15分、またはタクシーで約5分
- JR神戸線（東海道本線）灘駅下車、徒歩約20分、またはタクシーで約5分